# Maria Isakssonová
Maria Isakssonová provdaná Maria Bergenheimová (* 26. října 1974) je bývalá švédská sportovní šermířka, která se specializovala na šerm kordem. Švédsko reprezentovala v devadesátých letech a v prvním desetiletí jednadvacátého století. V roce 2001 obsadila třetí místo na mistrovství světa v soutěži jednotlivkyň.